# Tanocryx
Tanocryx là một chi bướm đêm thuộc họ Noctuidae.